# Gabriel Wainer
Gabriel Wainer (Rio de Janeiro, 8 de abril de 1984) é um roteirista e ex-ator brasileiro. É filho da artista plástica Teresa Salgado e do cineasta Bruno Wainer, além de neto dos jornalistas Danuza Leão e Samuel Wainer.

## Filmografia

### Televisão
| Ano     | Título           | Personagem               | Notas                       |
| ------- | ---------------- | ------------------------ | --------------------------- |
| 2006–07 | Malhação         | Eduardo Andrade (Edu)    | Temporadas 13–14            |
| 2007    | Desejo Proibido  | Robert                   | Episódios: "22–28 de abril" |
| 2008    | Ciranda de Pedra | Adonir Santiago          |                             |
| 2010    | Passione         | Rafael Martins (Chulepa) |                             |

### Podcast
| Ano  | Título    | Episódio    | Personagem   |
| ---- | --------- | ----------- | ------------ |
| 2018 | Terapeuta | Episódio 14 | Jornalista 1 |

## Como roteirista
| Ano  | Título        | Notas          |
| ---- | ------------- | -------------- |
| 2010 | À Parte       | Curta-metragem |
| 2017 | Rio Mumbai    |                |
| 2018 | O Doutrinador |                |